# Bizánci császárok listája
A Bizánci Birodalom császárainak listája, uralkodásuk időrendjében. Mivel az állam nyelve csak Hérakleiosz idején lett hivatalosan is a görög, az addigi uralkodók nevét latinos alakjukban tüntetjük fel.

## Bizánci császárok (395–1204)
| Uralkodó                                                    | Portré | Uralkodása                                | Uralkodási évei    | Megjegyzés |
| ----------------------------------------------------------- | ------ | ----------------------------------------- | ------------------ | --- |
| Theodosius-dinasztia                                        |        |                                           |                    | |
| Arcadius görögül: Αρκάδιος (k. 377–408)                     |        | 395. január 17. – 408. május 1.           | 13 év, 105 nap     | I. Theodosius római császár és Aelia Flaccila fia.                                                              |
| II. Theodosius görögül: Θεοδόσιος (401–450)                 |        | 408. május 1. – 450. július 28.           | 42 év, 88 nap      | Arcadius császár és Aelia Eudoxia fia.                                                                          |
| Marcianus görögül: Μαρκιανός (k. 392–457)                   |        | 450. augusztus 25. – 457. január 27.      | 6 év, 155 nap      | II. Theodosius császár sógora, Aelia Pulkheria férje.                                                           |
| Trák-dinasztia                                              |        |                                           |                    | |
| I. León görögül: Λέων (k. 401–474)                          |        | 457. február 7. – 474. január 18.         | 16 év, 345 nap     | Katonatisztből lett császár.                                                                                    |
| II. León görögül: Λέων Β΄ (k. 467–474)                      |        | 474. január 18. – november 17.            | 303 nap            | I. León császár unokája, társuralkodója apja, Zénón.                                                            |
| Zénón görögül: Ζήνων (k. 426–491)                           |        | 474. február 9. – 475. január 9.          | 334 nap            | I. León császár veje, Ariadné első férje. Fiuk, II. León társuralkodója.                                        |
| Basziliszkosz görögül: Βασιλίσκος (5. század– k. 477)       |        | 475. január 9. – 476 augusztusa           | 1 év, kb. 7 hónap  | I. León császár sógora, Aelia Verina testvére.                                                                  |
| Zénón görögül: Ζήνων (k. 426–491)                           |        | 476 augusztusa – 491. április 9.          | 14 év, kb. 9 hónap | Ez volt második regnálása.                                                                                      |
| I. Anasztasziosz görögül: Αναστάσιος (k. 430–518)           |        | 491. április 11. – 518. július 9.         | 27 év, 89 nap      | Ariadné második férje.                                                                                          |
| Iusztinianosz-dinasztia                                     |        |                                           |                    | |
| I. Iusztinosz görögül: Ίουστίνος (k. 450–527)               |        | 518. július 9. – 527. augusztus 1.        | 9 év, 23 nap       | 527. április 1-től társcsászár mellette örökbefogadott fia, I. Iusztinianosz.                                   |
| I. Iusztinianosz görögül: Ιουστινιανός (482–565)            |        | 527. április 1. – 565. november 15.       | 38 év, 228 nap     | I. Iusztinosz császár örökbefogadott fia.                                                                       |
| II. Iusztinosz görögül: Ίουστίνος Β' (k. 520–578)           |        | 565. november 15. – 578. október 5.       | 12 év, 324 nap     | I. Iusztinianosz császár unokaöccse.                                                                            |
| II. Tiberiosz görögül: Τιβέριος Β′ (k. 530–582)             |        | 578. október 5. – 582. augusztus 14.      | 3 év, 313 nap      | II. Iusztinosz császár örökbefogadott fia.                                                                      |
| Maurikiosz görögül: Μαυρίκιος (539–602)                     |        | 582. augusztus 14. – 602. november 23.    | 20 év, 101 nap     | II. Tiberiosz császár veje, Constantia férje.                                                                   |
| Phókasz görögül: Φωκάς (547–610)                            |        | 602. november 23. – 610. október 5.       | 7 év, 286 nap      | Katonatisztből lett császár.                                                                                    |
| Hérakleiosz-dinasztia                                       |        |                                           |                    | |
| Hérakleiosz görögül: Ἡράκλειος (k. 575–641)                 |        | 610. október 5. – 641. február 11.        | 30 év, 129 nap     | Phókasz császár hatalmának megdöntője.                                                                          |
| III. Kónsztantinosz görögül: Κωνσταντίνος Γ' (612–641)      |        | 641. február 11. – május 24.              | 102 nap            | Hérakleiosz császár idősebb fia, táruralkodója féltestvére, Hérakleónasz.                                       |
| Hérakleónasz görögül: Ήρακλῶνας (626–641)                   |        | 641. február 11. – szeptember             | kb. 7 hónap        | III. Kónsztantinosz féltestvére, egyben társcsászára.                                                           |
| II. Kónsztasz görögül: Κώνστας Β' (630–668)                 |        | 641 szeptembere – 668. szeptember 15.     | kb. 27 év          | III. Kónsztantinosz császár és Gregoria császárné fia.                                                          |
| IV. Kónsztantinosz görögül: Κωνσταντίνος Δ' (k. 650–685)    |        | 668. szeptember 15. – 685. szeptember 14. | 16 év, 364 nap     | II. Kónsztasz császár és Fausta császárné fia.                                                                  |
| II. Iusztinianosz görögül: Ιουστινιανός Βʹ (k. 669–711)     |        | 685. szeptember 14. – 695 év vége         | kb. 10 év          | IV. Kónsztantinosz császár és Anasztaszia császárné fia.                                                        |
| Leontiosz görögül: Λεόντιος (?–706)                         |        | 695 év vége – 698 év eleje                | kb. 3 év           | II. Iusztinianosz császár hadvezére és helytartója.                                                             |
| III. Tiberiosz görögül: Τιβέριος Γ´ (?–706)                 |        | 698 év eleje – 705 augusztusa             | kb. 7 év           | Germán származású katonatiszt.                                                                                  |
| II. Iusztinianosz görögül: Ιουστινιανός Βʹ (k. 669–711)     |        | 705. augusztus 21. – 711. december 11.    | 6 év, 112 nap      | Ez volt második regnálása.                                                                                      |
| Philippikosz görögül: Ιουστινιανός Βʹ (?–714)               |        | 711. december 11. – 713. június 3.        | 1 év, 163 nap      | Örmény származású katonatiszt.                                                                                  |
| II. Anasztasziosz görögül: Ἀναστάσιος Β΄ (?–719)            |        | 713. június 3. – 715 év vége              | kb. 2 év           | Philippikosz titkára.                                                                                           |
| III. Theodosziosz görögül: Θεοδόσιος Γ΄ (?–722)             |        | 715 év vége – 717. március 25.            | kb. 2 év           | Katonatisztből lett császár.                                                                                    |
| Izauri-dinasztia                                            |        |                                           |                    | |
| III. León görögül: Λέων Γ΄ (k. 680–741)                     |        | 717. március 25. – 741. június 18.        | 24 év, 85 nap      | III. Theodosziosz császár hatalmának megdöntője.                                                                |
| V. Kónsztantinosz görögül: Κωνσταντίνος Ε΄ (718–775)        |        | 741. június 18. – 775. szeptember 14.     | 34 év, 88 nap      | III. León császár és Mária császárné fia. A trónt bitorolja 741 és 743 között: Artabaszdosz.                    |
| IV. León görögül: Λέων Δ΄ (750–780)                         |        | 775. szeptember 14. – 780. szeptember 8.  | 4 év, 360 nap      | V. Kónsztantinosz császár és Tzitzak császárné fia.                                                             |
| VI. Kónsztantinosz görögül: Κωνσταντίνος Ϛ΄ (771–k. 800)    |        | 780. szeptember 8. – 797. augusztus 18.   | 16 év, 344 nap     | IV. León császár és Eiréné császárné fia.                                                                       |
| Eiréné görögül: Εἰρήνη (k. 752–803)                         |        | 797. augusztus 18. – 802. október 31.     | 5 év, 74 nap       | IV. León császár felesége, VI. Kónsztantinosz anyja.                                                            |
| I. Niképhorosz görögül: Νικηφόρος (k. 750–811)              |        | 802. október 31. – 811. július 26.        | 8 év, 268 nap      | Eiréné császárnő főkincstárnoka.                                                                                |
| Sztaurakiosz görögül: Σταυράκιος (k. 790–812)               |        | 811. július 26. – október 2.              | 68 nap             | I. Niképhorosz császár fia.                                                                                     |
| I. Mikhaél görögül: Μιχαὴλ (k. 770–844)                     |        | 811. október 2. – 813. július 11.         | 1 év, 282 nap      | Sztaurakiosz császár sógora.                                                                                    |
| V. León görögül: Λέων Ε΄ (k. 775–820)                       |        | 813. július 11. – 820. december 25.       | 7 év, 167 nap      | Örmény származású katonatiszt, I. Mikhaél hatalmának megdöntője.                                                |
| Amorita-dinasztia                                           |        |                                           |                    | |
| II. Mikhaél görögül: Μιχαήλ Β' (k. 770–829)                 |        | 820. december 25. – 829. október 2.       | 8 év, 281 nap      | Katonatisztből lett császár.                                                                                    |
| Theophilosz görögül: Θεόφιλος (813–842)                     |        | 829. október 2. – 842. január 20.         | 12 év, 110 nap     | II. Mikhaél császár és Thekla császárné fia.                                                                    |
| III. Mikhaél görögül: Μιχαήλ Γ΄ (840–867)                   |        | 842. január 20. – 867. szeptember 24.     | 25 év, 247 nap     | Theophilosz császár és Theodóra császárné fia.                                                                  |
| Makedón-dinasztia                                           |        |                                           |                    | |
| I. Baszileiosz görögül: Βασίλειος (k. 811–886)              |        | 867. szeptember 24. – 886. augusztus 22.  | 18 év, 332 nap     | III. Mikhaél császár özvegyének második férje.                                                                  |
| VI. León görögül: Λέων ΣΤ΄ (866–912)                        |        | 886. augusztus 22. – 912. május 11.       | 25 év, 263 nap     | I. Baszileiosz császár és Eudokia Ingerina fia.                                                                 |
| Alexandrosz görögül: Αλέξανδρος (870–913)                   |        | 912. május 11. – 913. június 6.           | 1 év, 26 nap       | VI. León császár testvére.                                                                                      |
| VII. Kónsztantinosz görögül: Κωνσταντίνος Ζ΄ (905–912)      |        | 908. május 15. – 959. november 9.         | 46 év, 182 nap     | VI. León császár és Zoé Karbonopsina fia. Társcsászár mellette 920 és 944 között apósa, I. Rómanosz Lekapénosz. |
| II. Rómanosz görögül: Ρωμανός Β΄ (938–963)                  |        | 959. november 9. – 963. március 15.       | 3 év, 126 nap      | VII. Kónsztantinosz császár és Helena Lekapena fia.                                                             |
| II. Niképhorosz görögül: Νικηφόρος Β΄ (k. 912–969)          |        | 963. március 15. – 969. december 10.      | 6 év, 270 nap      | II. Rómanosz császár özvegyének, Theophanónak a második férje.                                                  |
| I. Ióannész görögül: Ιωάννης (k. 925–976)                   |        | 969. december 10. – 976. január 10.       | 6 év, 31 nap       | II. Niképhorosz császár unokaöccse.                                                                             |
| II. Baszileiosz görögül: Βασίλειος Β΄ (k. 958–1025)         |        | 976. január 10. – 1025. december 15.      | 49 év, 339 nap     | II. Rómanosz császár és Theophanó császárné fia.                                                                |
| VIII. Kónsztantinosz görögül: Κωνσταντίνος Η΄ (k. 960–1028) |        | 1025. december 15. – 1028. november 11.   | 2 év, 332 nap      | II. Baszileiosz császár testvére.                                                                               |
| III. Rómanosz görögül: Ρωμανός Γ΄ (968–1034)                |        | 1028. november 11. – 1034. április 11.    | 5 év, 151 nap      | VIII. Kónsztantinosz császár veje, társuralkodója felesége, Zóé                                                 |
| IV. Mikhaél görögül: Μιχαὴλ Δ´ (k. 1010–1041)               |        | 1034. április 11. – 1041. december 10.    | 7 év, 243 nap      | Zóé császárnő második férje.                                                                                    |
| V. Mikhaél görögül: Μιχαὴλ Ε΄ (k. 1015–1042)                |        | 1041. december 10. – 1042. április 20.    | 131 nap            | IV. Mikhaél császár unokaöccse.                                                                                 |
| Zóé görögül: Μιχαὴλ Ε΄ (k. 978–1050)                        |        | 1042. április 20. – június 12.            | 53 nap             | VIII. Kónsztantinosz császár leánya, III. Rómanosz, majd IV. Mikhaél felesége és társuralkodója.                |
| IX. Kónsztantinosz görögül: Κωνσταντίνος Θʹ (k. 1000–1055)  |        | 1042. június 12. – 1055. január 11.       | 12 év, 213 nap     | Zóé császárnő harmadik férje.                                                                                   |
| Theodóra görögül: Θεοδώρα (k. 980–1056)                     |        | 1055. január 11. – 1056. augusztus 31.    | 1 év, 233 nap      | IX. Kónsztantinosz császár sógornője, Zóé császárnő testvére.                                                   |
| VI. Mikhaél görögül: Κωνσταντίνος Θʹ (? – k. 1059)          |        | 1056. augusztus 31. – 1057. augusztus 30. | 364 nap            | Theodóra császárnő választott utódja.                                                                           |
| I. Iszaakiosz görögül: Ισαάκιος (k. 1007–1060)              |        | 1057. szeptember 1. – 1059. november 22.  | 2 év, 82 nap       | Bizánci katonatiszt, VI. Mikhaél hatalmának megdöntője.                                                         |
| Dukász-dinasztia                                            |        |                                           |                    | |
| X. Kónsztantinosz görögül: Κωνσταντίνος Ι΄ (1006–1067)      |        | 1059. november 24. – 1067. május 22.      | 7 év, 179 nap      | I. Iszaakiosz császár választott utódja.                                                                        |
| IV. Rómanosz görögül: Ρωμανός Δʹ (k. 1030–1072)             |        | 1068. január 1. – 1071. október 24.       | 3 év, 296 nap      | X. Kónsztantinosz császár özvegyének, Eudokia császárnénak a második férje.                                     |
| VII. Mikhaél görögül: Μιχαήλ Ζ΄ (k. 1050– k. 1090)          |        | 1071. október 24. – 1078. március 24.     | 6 év, 151 nap      | X. Kónsztantinosz császár és Eudokia Makrembolitissza fia.                                                      |
| III. Niképhorosz görögül: Νικηφόρος Γʹ (k. 1001–1081)       |        | 1078. március 24. – 1081. április 1.      | 3 év, 8 nap        | VII. Mikhaél császár özvegyének, Mária császárnénak a második férje.                                            |
| Komnénosz-dinasztia                                         |        |                                           |                    | |
| I. Alexiosz görögül: Ἀλέξιος Α' (k. 1058–1118)              |        | 1118. április 1. – 1118. augusztus 15.    | 37 év, 136 nap     | I. Iszaakiosz császár unokaöccse.                                                                               |
| II. Ióannész görögül: Ίωάννης Β΄ (1087–1143)                |        | 1118. augusztus 15. – 1143. április 8.    | 24 év, 236 nap     | I. Alexiosz császár és Eiréné Dukaina fia.                                                                      |
| I. Manuél görögül: Μανουήλ Α' (1118–1180)                   |        | 1143. április 8. – 1180. szeptember 24.   | 37 év, 169 nap     | II. Ióannész császár és Magyarországi Piroska fia.                                                              |
| II. Alexiosz görögül: Αλέξιος Β’ (1169–1183)                |        | 1180. szeptember 24. – 1183 szeptembere   | kb. 3 év           | I. Manuél császár és Antiókhiai Mária fia.                                                                      |
| I. Andronikosz görögül: Ανδρόνικος Αʹ (k. 1119–1185)        |        | 1183 szeptembere – 1185. szeptember 12.   | kb. 2 év           | II. Alexiosz unokatestvére, egyben özvegye, Franciaországi Ágnes második férje.                                 |
| Angelosz-dinasztia                                          |        |                                           |                    | |
| II. Iszaakiosz görögül: Ισαάκιος Β’ (1156–1204)             |        | 1185. szeptember 12. – 1195. április 8.   | 9 év, 208 nap      | I. Alexiosz császár dédunokája.                                                                                 |
| III. Alexiosz görögül: Αλέξιος Γ' (k. 1153–1211)            |        | 1195. április 8. – 1203. július 18.       | 8 év, 71 nap       | II. Iszaakiosz császár testvére és hatalmának megdöntője.                                                       |
| II. Iszaakiosz görögül: Ισαάκιος Β’ (1156–1204)             |        | 1203. július 18. – 1204. január 28.       | 224 nap            | Ez volt második regnálása. Társcsászár mellette fia, IV. Alexiosz.                                              |
| V. Alexiosz görögül: Ἀλέξιος Εʹ (?–1204)                    |        | 1204. január 28. – április 11.            | 74 nap             | III. Alexiosz császár veje, Eudokia Angelina férje.                                                             |
| Nikaiai Császárság (1204–1261)                              |        |                                           |                    | |

## Nikaiai császárok (1204–61)
| Uralkodó                                           | Portré | Uralkodása                               | Uralkodási évei    | Megjegyzés                                           |
| -------------------------------------------------- | ------ | ---------------------------------------- | ------------------ | ---------------------------------------------------- |
| Laszkarisz-dinasztia                               |        |                                          |                    |                                                      |
| I. Theodórosz görögül: Θεόδωρος Α' (k. 1174–1221)  |        | 1205 májusa – 1221 novembere             | kb. 16 év, 6 hónap | III. Alexiosz császár veje, Anna Angelina férje.     |
| III. Ióannész görögül: Ιωάννης Γ΄ (k. 1192–1254)   |        | 1222. december 15. – 1254. november 3.   | 31 év, 323 nap     | I. Theodórosz császár veje, Eiréné Laszkarina férje. |
| II. Theodórosz görögül: Θεόδωρος Β΄ (k. 1221–1258) |        | 1254. november 3. – 1258. augusztus 18.  | 3 év, 288 nap      | III. Ióannész császár és Eiréné Laszkarina fia.      |
| IV. Ióannész görögül: Ιωάννης Δ΄ (1250–k. 1305)    |        | 1258. augusztus 18. – 1261. december 25. | 3 év, 129 nap      | II. Theodórosz császár és Bolgár Ilona fia.          |
| Bizánci Birodalom (1261–1453)                      |        |                                          |                    |                                                      |

## Bizánci császárok (1261–1453)
| Uralkodó                                                 | Portré | Uralkodása                               | Uralkodási évei | Megjegyzés                                                                                         |
| -------------------------------------------------------- | ------ | ---------------------------------------- | --------------- | -------------------------------------------------------------------------------------------------- |
| Palaiologosz-dinasztia                                   |        |                                          |                 | |
| VIII. Mikhaél görögül: Μιχαήλ Η΄ (k. 1224–1282)          |        | 1261. december 25. – 1282. december 11.  | 20 év, 351 nap  | IV. Ióannész társcsászára.                                                                         |
| II. Andronikosz görögül: Ανδρόνικος Βʹ (1250–1332)       |        | 1282. december 11. – 1328. május 23.     | 45 év, 164 nap  | VIII. Mikhaél császár fia, társcsászár mellette saját fia, IX. Mikhaél.                            |
| III. Andronikosz görögül: Ανδρόνικος Βʹ (1297–1341)      |        | 1328. május 23. – 1341. június 15.       | 13 év, 23 nap   | IX. Mikhaél társcsászár és Örményországi Rita fia.                                                 |
| V. Ióannész görögül: Ίωάννης Ε' (1332–1391)              |        | 1341. június 15. – 1376. augusztus 12.   | 35 év, 58 nap   | III. Andronikosz császár és Savoyai Anna fia, 1347 és 1354 között társcsászára apósa, VI. Ióannész |
| IV. Andronikosz görögül: Ἀνδρόνικος Δ' (1348–1385)       |        | 1376. augusztus 12. – 1379. július 1.    | 2 év, 323 nap   | V. Ióannész császár és Eiréné Kantakuzéna fia.                                                     |
| V. Ióannész görögül: Ίωάννης Ε' (1332–1391)              |        | 1379. július 1. – 1390. április 14.      | 10 év, 287 nap  | Ez volt második regnálása.                                                                         |
| VII. Ióannész görögül: Ιωάννης Ζ' (1370– 1408)           |        | 1390. április 14. – szeptember 17.       | 156 nap         | IV. Andronikosz császár és Bolgár Keratsa fia.                                                     |
| V. Ióannész görögül: Ίωάννης Ε' (1332–1391)              |        | 1390. szeptember 17. – 1391. február 16. | 152 nap         | Ez volt harmadik regnálása.                                                                        |
| II. Manuél görögül: Μανουήλ Β΄ (1350–1425)               |        | 1391. február 16. – 1425. július 21.     | 34 év, 155 nap  | IV. Andronikosz császár testvére.                                                                  |
| VIII. Ióannész görögül: Ίωάννης Η' (1392–1448)           |        | 1425. július 21. – 1448. október 31.     | 23 év, 102 nap  | II. Manuél császár és Szerbiai Ilona fia.                                                          |
| XI. Kónsztantinosz görögül: Κωνσταντίνος ΙΑ' (1405–1453) |        | 1448. október 31. – 1453. május 29.      | 4 év, 210 nap   | VIII. Ióannész császár testvére.                                                                   |
| Oszmán Birodalom                                         |        |                                          |                 | |

## Tabló
Az időtáblán az egyes császárok élete, és nem uralkodása van jelezve. Viszont alul a korszakok az uralkodásokra vonatkoznak. A feketével jelölt uralkodók nem tagjai a dinasztiáknak.